# عديمات الأرجل شمال شرق الهند
عديمات الأرجل شمال شرق الهند أو عديمات الأرجل شيكيلا (الاسم العلمي: Chikilidae)، فصيلة من عديمات الأرجل. وهي فصيلة حديثة الاستكشاف (2012). أعطانها في شمال شرق الهند وشمال شرق بنغلاديش.